# Ludovic Lemoine
 (juin 2019).
Si vous disposez d'ouvrages ou d'articles de référence ou si vous connaissez des sites web de qualité traitant du thème abordé ici, merci de compléter l'article en donnant les références utiles à sa vérifiabilité et en les liant à la section « Notes et références ».
Ludovic Lemoine, né le 25 mai 1986 à Vannes, est un escrimeur handisport français pratiquant le fleuret et le sabre en catégorie A.

## Biographie
Né à Vannes dans le Morbihan en 1986, Ludovic Lemoine doit subir une amputation de la jambe droite en 1992 à la suite d'une tumeur cancéreuse au fémur droit détectée en 1991. Issu d'une famille établie à Saint-Avé pour laquelle les sports de combat tiennent une place importante, son père étant professeur d'aïkido, il débute l'escrime à huit ans dans le club du Véloce Vannetais Handisport.[réf. nécessaire] Durant onze ans, son maître d'armes est Nelly Salomon. En 2006, il déménage à Clermont-Ferrand, et se licencie au club La Rapière de Chamalières jusqu'en 2018. Depuis, il évolue au club du Stade Clermontois et est entraîné par le maître d'armes Ndoffene Ndiaye.
Membre de l'équipe de France depuis 2003, Ludovic en a été élu capitaine pour accompagner les athlètes sur la paralympiade 2013-2016.
Lemoine est titulaire d'un DUT gestion des entreprises et des administrations, spécialité ressources humaines obtenu à l'IUT de Vannes (Université de Bretagne-Sud) ainsi que d'une licence d’économie, gestion et management obtenu à l'IUP management de Clermont-Ferrand (Université Clermont-Ferrand-I) en 2007 et d'un master management des PME-PMI en 2009.
À la suite de l'obtention de ce diplôme il a travaillé chez Pôle Emploi de 2009 à 2015 en tant que conseiller indemnisation.[réf. nécessaire] Depuis, il travaille dans une banque clermontoise, avec un contrat aménagé lui permettant de s'entraîner et de participer aux compétitions.
Résidant près de Clermont-Ferrand, il est père d'une petite fille née en 2016[réf. nécessaire]

## Palmarès

### Jeux paralympiques
- Médaille d'argent au fleuret par équipes aux Jeux paralympiques de 2012 à Londres[4]
- Médaille de bronze au fleuret par équipes aux jeux paralympiques de 2016 à Rio de Janeiro[6]
- Médaille de bronze au fleuret par équipes aux jeux paralympiques de 2024 à Paris[7]

### Championnat du monde
- Médaille d'or au sabre par équipes aux championnats du monde 2006 à Turin
- Médaille d'or au fleuret par équipe aux championnats du monde 2015 à Eger
- Médaille de bronze au fleuret individuel aux championnats du monde 2006 à Turin
- Médaille de bronze au fleuret par équipes aux championnats du monde 2010 à Paris
- Médaille de bronze au sabre individuel aux championnats du monde 2013 à Budapest
- Médaille de bronze au sabre par équipe aux championnats du monde 2013 à Budapest
- Médaille de bronze au sabre individuel aux championnats du monde 2015 à Eger
- Médaille de bronze au sabre par équipe aux championnats du monde 2023 à Terni
- Médaille de bronze au fleuret par équipe aux championnats du monde 2023 à Terni
- Médaille de bronze au sabre par équipe aux championnats du monde 2023 à Varsovie

### Championnat d'Europe
- Médaille d'or au sabre individuel aux championnats d'Europe 2016 à Casale Monferrato
- Médaille d'or au sabre par équipes aux championnats d'Europe 2009 à Varsovie
- Médaille d'or au fleuret par équipes aux championnats d'Europe 2009 à Varsovie
- Médaille d'or par équipes (armes ?) aux championnats d'Europe 2005 à Madrid
- Médaille d'argent au sabre par équipes aux championnats d'Europe 2024 à Paris
- Médaille d'argent au fleuret par équipes aux championnats d'Europe 2018 à Terni
- Médaille d'argent au sabre individuel aux championnats d'Europe 2014 à Strasbourg
- Médaille de bronze au fleuret individuel aux championnats d'Europe 2011 à Sheffield
- Médaille de bronze au fleuret individuel aux championnats d'Europe 2009 à Varsovie
- Médaille d'argent au fleuret individuel aux championnats d'Europe 2005 à Madrid
- Médaille de bronze au fleuret par équipes aux championnats d'Europe 2024 à Paris
- Médaille de bronze au sabre individuel aux championnats d'Europe 2018 à Terni
- Médaille de bronze au sabre individuel aux championnats d'Europe 2016 à Casale Monferrato
- Médaille de bronze au fleuret individuel aux championnats d'Europe 2014 à Strasbourg
- Médaille de bronze au sabre individuel aux championnats d'Europe 2014 à Strasbourg
- Médaille de bronze au fleuret par équipes aux championnats d'Europe 2007 à Varsovie
- Médaille de bronze au fleuret par équipes aux championnats d'Europe 2003 à Paris

### Championnat de France
- Médaille d'or au sabre aux championnats de France 2025 à Valence
- Médaille d'or au sabre aux championnats de France 2024 à Troyes
- Médaille d'or au sabre aux championnats de France 2023 à Sarrebourg
- Médaille d'or au fleuret aux championnats de France 2022 à Orange[9]
- Médaille d'or au sabre aux championnats de France 2022 à Orange[9]
- Médaille d'or au fleuret aux championnats de France 2021 à Albi[10]
- Médaille d'or au fleuret aux championnats de France 2018 à Bordeaux[9]
- Médaille d'or au sabre aux championnats de France 2018 à Bordeaux[9]
- Médaille d'or au fleuret aux championnats de France 2016[9]
- Médaille d'or au sabre aux championnats de France 2016[9]
- Médaille d'or au fleuret aux championnats de France 2015 à Fréjus[réf. nécessaire]
- Médaille d'or au fleuret aux championnats de France 2013[réf. nécessaire]
- Médaille d'or au fleuret aux championnats de France 2011[réf. nécessaire]
- Médaille d'or au fleuret aux championnats de France 2010[réf. nécessaire]
- Médaille d'or au fleuret aux championnats de France 2009[1]
- Médaille d'or au fleuret aux championnats de France 2003[1]
- Médaille d'argent au fleuret aux championnats de France 2023 à Sarrebourg[réf. nécessaire]
- Médaille d'argent au sabre aux championnats de France 2021 à Albi[10]
- Médaille d'argent au fleuret aux championnats de France 2019 à Nîmes[9]
- Médaille d'argent au sabre aux championnats de France 2015 à Fréjus[réf. nécessaire]
- Médaille de bronze au fleuret aux championnats de France 2025 à Valence
- Médaille de bronze au sabre aux championnats de France 2019 à Nîmes[réf. nécessaire]
- Médaille de bronze au fleuret aux championnats de France 2017 à Albi[réf. nécessaire]
- Médaille de bronze à l'épée aux championnats de France 2021 à Albi[10]

### Coupe du monde (en individuel)
- Médaille de bronze au fleuret en 2007
- Médaille d’argent au fleuret en 2008
- Médaille de bronze au fleuret en 2010
- Médaille de bronze au sabre en 2010
- Médaille d’or au fleuret en 2010
- Médaille de bronze au fleuret en 2011
- Médaille de bronze au sabre en 2011
- Médaille de bronze au sabre en 2013
- Médaille de bronze au fleuret en 2014
- Médaille de bronze au fleuret en 2014
- Médaille de bronze au sabre en 2014
- Médaille de bronze au sabre en 2014
- Médaille de bronze au sabre en 2016
- Médaille d’or au sabre en 2016
- Médaille d’argent au fleuret en 2017
- Médaille d’argent au sabre en 2021
- Médaille de bronze au sabre en 2022
- Médaille de bronze au fleuret en 2022
- Médaille de bronze au sabre en 2022
- Médaille de bronze au sabre en 2023

## Distinctions et décorations

### Décorations officielles
- Chevalier de l'ordre national du Mérite nommé le 31 décembre 2012 lors de la promotion spéciale des Jeux olympiques et paralympiques d'été de Londres 2012[11].